# Xylographus scheerpeltzi
Xylographus scheerpeltzi là một loài bọ cánh cứng trong họ Ciidae. Loài này được Nobuchi & Wada miêu tả khoa học năm 1956.